# Adrián Paenza
Adrián Arnoldo Paenza (Buenos Aires, 9 de maio de 1949) é um jornalista, autor e matemático argentino.
Paenza obteve um doutorado em matemática em 1979 na Universidade de Buenos Aires, orientado por Miguel E. M. Herrera, com a tese Propiedades de corrientes residuales en el caso de intersecciones no completas. É professor na Universidade de Buenos Aires e também jornalista, que trabalha em rádio, televisão e grandes jornais diários na Argentina. Foi moderador da TEDx Buenos Aires.
Em 2014 recebeu o Prêmio Leelavati da União Internacional de Matemática por suas contribuiçõões para a popularização da matemática na Argentina.

## Obras
- 1979: Propiedades de corrientes residuales en el caso de intersecciones no completas, tese de doutorado.

Da coleção "Ciencia que ladra...":
- Matemática... ¿Estás ahí?, sobre números, personagens, problemas e curiosidades.
- Matemática... ¿Estás ahí? Episodio 2
- Matemática... ¿Estás ahí? Episodio 3.14, problemas, jogos e reflexões sobre a matemática.
- Matemática... ¿Estás ahí? Episodio 100, mais histórias sobre números, personagens, problemas, jogos, lógica e reflexões sobre a matemática.
- Matemática... ¿Estás ahí? La vuelta al mundo en 34 problemas y 8 historias

Outros:
- ¿Cómo, ésto también es matemática?
- M4t3m471c4 para todos
- Matemagia
- La Puerta Equivocada
- Detectives, una invitación a develar 60 enigmas de la matemática recreativa.